# معبر رفح
معبر رفح البري هو معبر حدودي يقع عند مدينة رفح بين قطاع غزة في فلسطين وشبه جزيرة سيناء في مصر، تم تشييد المعبر بعد الاتفاق المصري الإسرائيلي للسلام سنة 1979 والانسحاب الإسرائيلي من سيناء سنة 1982. ظلت تديره هيئة المطارات الإسرائيلية إلى غاية 11 سبتمبر 2005، حيث انسحبت إسرائيل من قطاع غزة. وبقي مراقبون أوروبيون لمراقبة الحركة على المعبر.
أعيد فتح المعبر في 25 نوفمبر 2005 ظلت الحركة على المعبر لغاية 25 يونيو 2006
بعدها أغلقته إسرائيل معظم الأوقات (86% من الأيام) لدوافع أمنية ويبقى مغلقا حتى وجه الصادرات الغذائية. في يونيو 2007، أغلق المعبر تماما بعد بسط حركة حماس سلطتها على قطاع غزة.
بعد الثورة المصرية عام 2011 قررت الحكومة المصرية فتح معبر رفح بشكل دائم ابتداء من السبت 28 مايو 2011 بعد إغلاق دام حوالي أربع سنوات من طرف النظام المصري السابق. واستمر العمل بفتحه 6 ساعات يوميا حتى الانقلاب العسكري وتم فتح المعبر في 3 يوليو 2013 حيث أعيد إغلاق المعبر بشكل تام ثم تم بناء الجدار العازل المصري.

## السيطرة على معبر رفح
تم حل قضية معبر رفح ومصر وذلك بعد قيام الثورة المصرية حيث قررت مصر فتح المعبر في كافة أيام الأسبوع ابتداءً من يوم السبت 28/مايو/2011 مما أثار قلق إسرائيل. حيث تصر إسرائيل على السيطرة على الحدود والمعابر بين قطاع غزة والخارج مع ابقاء سيطرتها الكاملة على مرور البضائع التجارية. حيث اقترحت نقل معبر رفح إلى مثلث حدودي مصري فلسطيني إسرائيلي في كيريم شالوم (كرم أبو سالم) على بعد عدة كيلومترات جنوب شرق موقعه الحالي. (انظر خريطة الحدود الفلسطينية المصرية في رفح).
و كانت إسرائيل قد وافقت على إخلاء محور صلاح الدين علي الحدود المصرية حيث تم الاتفاق علي نشر 750 من حرس الحدود المصريين مع نقل معبر رفح الحدودي بين قطاع غزة ومصر بضعة كيلومترات جنوب شرق المدينة ليكون ثلاثيا، لتتمكن من فرض سيطرتها الأمنية. ولم تعط إسرائيل ردا بشأن وجود طرف ثالث رغم اعلانها في الرابع والعشرين من شهر اب/أغسطس 2005 أنها قد توصلت إلى اتفاق كامل مع مصر على نشر 750 جنديا مصريا مسلحا على الحدود الممتدة على 14 كيلومترا. ونشر الصحف الإسرائيلية تفاصيل الاتفاق الذي نص على أن تكون القوات المصرية مزودة بـ4 زوارق دورية و8 مروحيات، ونحو 30 سيارة مصفحة خفيفة.

## رغبة إسرائيل في السيطرة على معبر رفح
تصر إسرائيل على نقل معبر رفح الحالي إلى منطقة كيريم شالوم الإسرائيلية جنوب شرق القطاع على خطوط التماس بين مصر وقطاع غزة وإسرائيل.
وبهذا تحتفظ إسرائيل بالسيطرة الأمنية على دخول الأفراد والبضائع إلى القطاع هذا بالإضافة إلى فرض السيطرة الجمركية على السلع التي يمكن أن تباع لاحقا في إسرائيل أو الضفة الغربية. وبموجب اتفاقات الحكم الذاتي بين إسرائيل والفلسطينيين في عام 1993م لا يحق لإسرائيل أن تفرض رسوما جمركية على السلع الفلسطينية بل تدفع للفلسطينيين قيمة الرسوم على المنتجات التي تمر عبر إسرائيل.
وعقب سيطرة حركة حماس على قطاع غزة في 14 يونيو 2007 عرضت حركة حماس وعلى لسان رئيس وزرائها إسماعيل هنية تشغيل معبر رفح وفقا لاتفاقية المعابر 2005. لكنها رفضت وبشكل قاطع تشغيل المعبر وفق اتفاقية 2005.

## بداية المعاناة
و كانت بداية المأساة لأهالي مدينة رفح عندما احتلت إسرائيل كلا من قطاع غزة وشبه جزيرة سيناء المصرية سنة 1967 وبالتالي لم يكن يفصل بين رفح المصرية والفلسطينية أي حدود، وتشكلت علاقات اجتماعية كبيرة بين سكان رفح المصرية والفلسطينية. وبعد توقيع اتفاقية كامب ديفيد العام 1978 وتنفيذ الشق الخاص برسم الحدود الفلسطينية المصرية تم فصل رفح المصرية عن رفح الفلسطينية وبالتالي تم تشتيت العائلات وفصلهم عن بعضهم البعض مما أدى إلى خلق كارثة إنسانية وخاصة بعد أن تحكمت إسرائيل بمعبر رفح وأصبح القوات الإسرائيلية تمنع مرور الفلسطينيين من خلال هذا المعبر.
ما زالت إسرائيل هي المسيطرة على المعابر البرية (المجال البري) والبحرية (الشواطئ والموانئ) والأجواء الجوية (مطار غزة الدولي) مما يجعل قطاع غزة رغم الانسحاب الإسرائيلي من قطاع غزة في منتصف شهر آب أغسطس سجنا.
ووما زاد الامور تعقيدا سيطرة حركة حماس على قطاع غزة منتصف 2007 وتحكمها بمعبر رفح ولكن في النهاية فتح المعبر.

## فتح معبر رفح
في 1 يونيو 2010 أمر الرئيس السابق لجمهورية مصر العربية محمد حسني مبارك بفتح معبر رفح لأجل غير مسمى طوال أيام الأسبوع وجاء هذا القرار بعد مجزرة اسطول الحرية التي قامت بها قوات الكومندوز الاسرائيلية ضد متضامنين اتراك كانوا في طريقهم إلى قطاع غزة عبر البحر، ثم بتاريخ 25 نوفمبر 2010 تقرر فتح المعبر طوال أيام الاسبوع ما عدا يومي الجمعة والسبت وأيام الاجازات الرسمية فيتم اغلاقه ويعمل المعبر من الساعة 7:00 صباحاً حتى الساعة 7:00 مساءً من الأحد حتى الخميس.ثم بعد ذلك تم إغلاق المعبر بتاريخ 28 يناير 2011 عقب ثورة 25 يناير والتي اندلعت في مصر بعد ذلك أمر المجلس الأعلى للقوات المسلحة في جمهورية مصر العربية بإعادة فتح المعبر للحالات الإنسانية فقط (مرضى - طلاب - اقامات - تأشيرات) وتم إعادة فتحه بتاريخ 22 فبراير 2011 وبذلك يكون المعبر الوحيد في مناطق السلطة الفلسطينية الذي يخضع لسيادة فلسطينية مصرية فقط دون أي تدخل من أي طرف أخر.
هذا ويأمل الفلسطينيون أن يتم فتح المعبر بصورة تجارية أيضاً بحيث لا يقتصر على دخول الأفراد.

## تداعيات هجوم كرم القواديس 2014
أعلنت الحكومة المصرية عن إغلاق معبر رفح إلى أجل غير مسمى بعد الهجوم على كمين كرم القواديس بشمال سيناء الذي أودى بحياة 30 جندي من قوات الجيش المصري. إلا ان السلطات المصرية فتحت المعبر لمدة يومين فقط نهاية شهر نوفمبر وفتحته ايضاً لمدة محدودة في شهر ديسمبر.

## معبر رفح 2015
يعتبر معبر رفح البوابة الوحيدة لقطاع غزة الشريان الرئيسي لحركة المواطنين من والي القطاع. غير ان اغلاقه من قبل السلطات المصرية لفترات طويلة جعل منه رمزاً لمعاناة الغزيين. وبحسب تصريحات مدير عام معبر رفح خالد الشاعر، فإن حركة المسافرين عبر معبر رفح خلال عام 2015 تعتبر الأسوء مقارنة بالأعوام المنصرمة حيث لم تتجاوز ساعات العمل 120 ساعة. وفي نفس السياق أوضح المسؤول الفلسطيني أن الجانب المصري خلال عام 2015 فتح معبر رفح ست مرات توزعت على 19 يوما بواقع 6 ساعات يومياًً. وعلى الرغم من أن الجانب المصري لا يسمح إلا بمرور الحالات الإنسانية، فإن معظم هذه الحالات من المرضى وحملة الجوازات المصرية والأجنبية. أكد مدير المعبر أن هناك ما يزيد عن 15 ألف حالة إنسانية عالقة في قطاع غزة، وإن فتح المعبر عدة مرات لا يلبي احتياجات مليوني مواطن فلسطيني في قطاع غزة.

## تسليم المعبر في 2017
تم الإعلان عن تسليم معبر رفح إلى السلطة الوطنية الفلسطينية مِن قِبَل حركة حماس في عرس وطني كبير في باحة معبر رفح بحضور قيادات أمنية مصرية، على أن يتم فتح معبر رفح بشكل نهائي يوم الخامس عشر من الشهر ذاته منهية معاناة عاشها المواطنون الغزيون طيلة إحدى عشرة عاما من الاغلاق شبه المتواصل لهذا المعبر.

## جائحة فيروس كورونا
في 11 أغسطس 2020: فتحت مصر معبر رفح لأول مرة منذ خمسة أشهر بعد إغلاقه جراء جائحة فيروس كورونا، حيث سمحت بمرور الفلسطينيين الذين يحملون جوازات سفر أجنبية أو تصاريح إقامة أجنبية أو لديهم احتياجات طبية طارئة بالعبور فقط ولمدة ثلاث أيام، كما سيدخل العائدين إلى قطاع غزة في حجر صحي لمدة 21 يومًا.

## معبر رفح 2024
أعلن الجيش الإسرائيلي في السابع من مايو عام 2024، عن سيطرته على الجانب الفلسطيني من معبر رفح، بينما أشارت هيئة المعابر في غزة إلى تعليق حركة المسافرين وإيقاف دخول المساعدات بشكل كامل إلى القطاع. وأُغلقَ معبرُ رفح الحدودي من الجانب الفلسطيني نتيجة وجود الدبابات الإسرائيلية.

## وصلات خارجية
- اقتحام معبر رفح، برنامج الاتجاه المعاكس، قناة الجزيرة، 12 فبراير 2008
- قصة معبر رفح، برنامج حوار مفتوح، قناة الجزيرة، 7 فبراير 2009